# جاي هونج
جاي هونج (هانغل: 제이) هو كاتب أغاني كوري الجنوبي، ولد في 19 يونيو 1986.